# Aga Khan Trophy

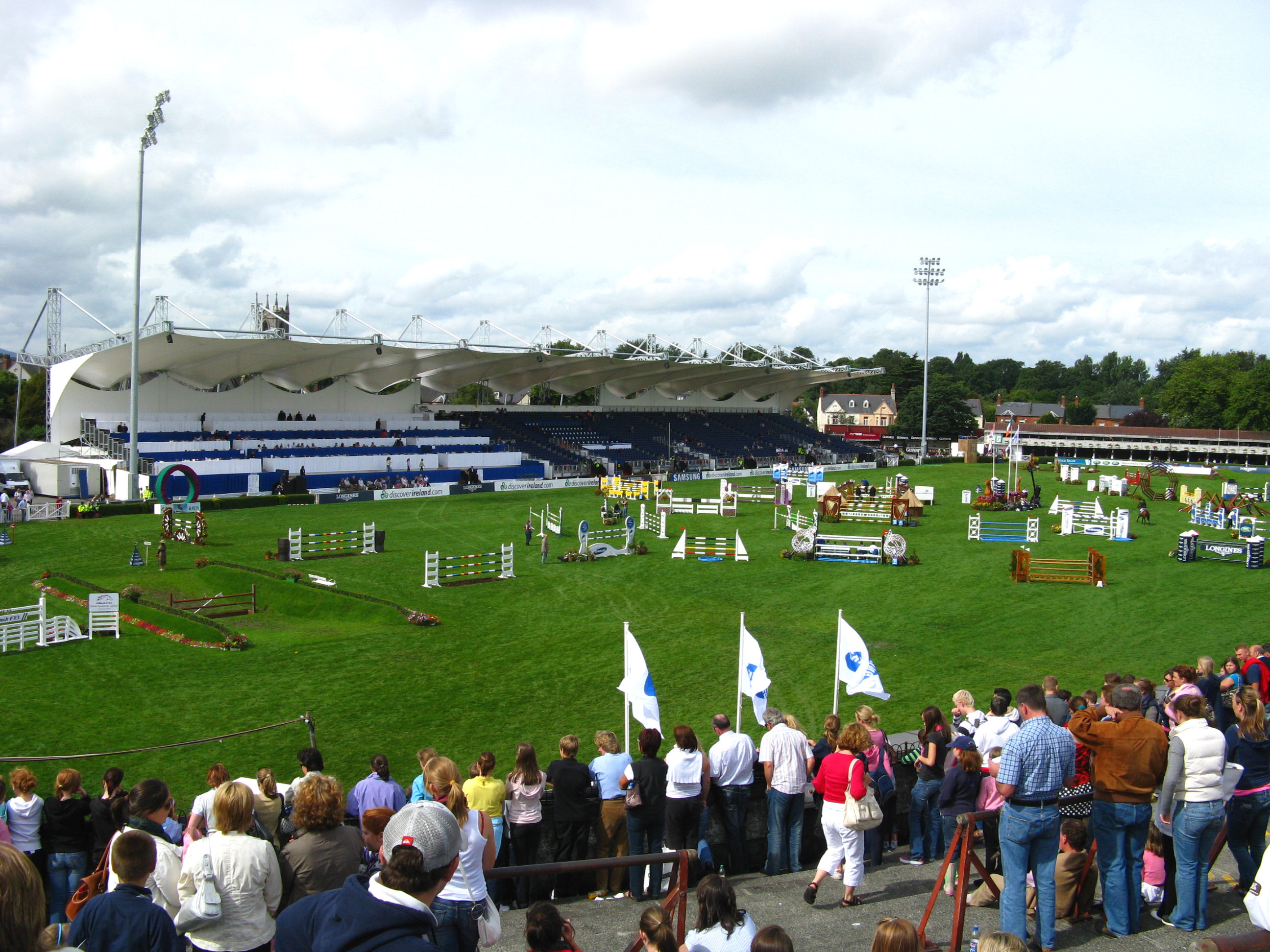
Die Dublin Horse Show – Austragungsort der Aga Khan Trophy (Foto von 2008)

Die Aga Khan Trophy ist die weltweit am schwierigsten zu gewinnende Springreitertrophäe, da sie nur beim dreimaligen Gewinn in Folge des Aga Khan Cups verliehen wird.
Der Aga Khan Cup wurde 1926 durch Aga Khan III. in Dublin als Nationenwettkampf im Springreiten gegründet. Ein wesentlicher Hintergrund für seine Gründung war der Versuch, den irischen Pferdezüchtern eine Plattform zur Präsentation ihrer Pferde zu geben, die auch im Ausland Beachtung finden sollte. Erst bei dreimaligem Gewinn dieses Cups in Folge wird die Aga Khan Trophy vergeben, was seit Gründung erst fünfmal geschah – durch die Schweiz 1930, Irland 1937 und 1979, sowie Großbritannien 1953 und 1975. Um den Gewinn 1975 sicherzustellen, verzichtete Großbritannien auf die Teilnahme an der Springreiter-Europameisterschaft, um sich voll und ganz auf den Gewinn dieser Trophäe konzentrieren zu können.
Der Aga Khan Cup ist Teil des FEI Nations Cup im Springreiten.